# Pelecus cultratus
Pelecus cultratus é uma espécie de peixe actinopterígeo da família Cyprinidae.
Pode ser encontrada nos seguintes países: Austria, Azerbaijão, Bulgária, Croácia, República Checa, Dinamarca, Estónia, Finlândia, Geórgia, Alemanha, Hungria, Cazaquistão, Letónia, Lituânia, Moldávia, Polónia, Roménia, Rússia, Sérvia e Montenegro, Eslováquia, Suécia, Turquia, Turquemenistão, Ucrânia e Uzbequistão.